# Thumri
Le thumrî est un style de chant indien aimable, tendre et léger, chanté principalement par les femmes. Ce style est probablement l’équivalent de l’ancien rûpaka. Beaucoup des modes de thumri sont d’origine folklorique et les changements ou les mélanges de modes y sont fréquents : ces mélanges sont appelés jhillhâ.

## Caractéristiques
Les principaux râgas de base employés dans les thumrî sont Khammâja, Kâfî, Pilu, Mand et leurs dérivés. Il existe très peu de thumrî dans les râgas plus graves et plus profonds et aucun dans les modes à caractères virils tels que Darbârî, Mallâr, Hindol, Bhairava, Todî, Shrî, etc. Les thumrîs évitent toujours la seconde mineure et la sixte mineure qui sont les intervalles à caractère pathétique.
Le poème des thumrîs est toujours un poème d’amour et sont chantés dans un tempo modéré et sur un rythme fixe de huit ou seize temps. La technique des thumrîs recherche la grâce et l’élégance dans la forme mélodique et emploie beaucoup de glissando comme ornement. Le sentiment des thumrîs est toujours intense. Ils constituent une sorte de lien entre la musique savante et la chanson populaire, simple et émotive.
Le dadrâ, le kaharawâ, le rekhatâ et le ghazal sont des formes de thumrî qui utilisent des formules rythmiques plus simples et plus courtes.

## Principaux représentants
- Abdul Rashid Khan, né en 1908